# Motobloc

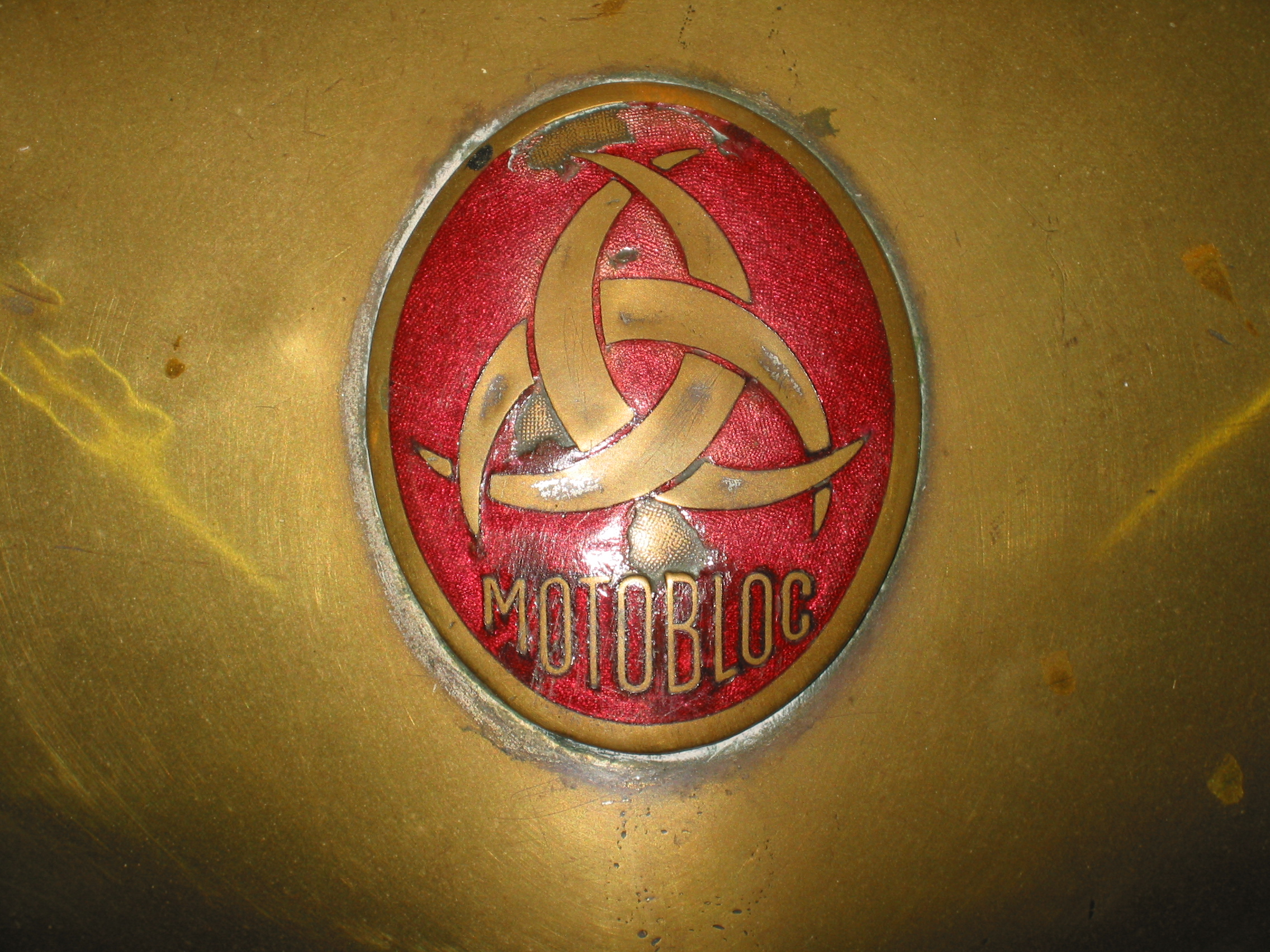
Logo

Motobloc is een historisch motorfietsmerk.
Société Centrale de Constructions Mécaniques Motobloc, Vichy.
Frans merk dat al in 1948 was opgericht maar pas vanaf 1952 lichte motorfietsen met 44cc-tweetaktmotoren en diverse Villiers- en Aubier Dunne-motoren bouwde. In 1954 verscheen de Sulky-scooter met een 65cc-SER-tweetaktblokje. Er werden ook 123- en 248cc-kopklepmotoren van AMC toegepast. Eind jaren zestig werd de productie beëindigd. Waarschijnlijk veranderde de bedrijfsnaam rond 1955 in RSI (Riva Sport Industries).